# Olli-Pekka Kärkkäinen
Olli-Pekka Kärkkäinen født 12.4.1958 er en finsk tidligere dansk landstræner i orientering og atletik.
Olli-Pekka Kärkkäinen var den første fuldtidsansatte landstræner for det Finske Orienterings Forbund 1984-1989 og blev 1. november 1991 den første fuldtidsansatte orienterings landstræner i Danmark, han var ansat frem til 1997 Han blev senere den første fuldtidsansatte landstræner i mellem/lang i Dansk Atletik Forbund fra 1999, hvor han valgte at stoppe i 2003. Han har på klub niveau været orienteringstræner bl.a. i IFK Göteborg i Sverige 1990.
Han har været træner for en række topatleter både i orenteringsløb og atletik (800 m – maraton) med internationale topresultat. Olli-Pekka Kärkkäinen 
mener selv, at de to største sejre under hans landstrænertid orienteringsløb var Allan Mogensens VM-guld i New York i USA i 1993 og det danske VM-stafetguld i 1997 i Grimstad, Norge (Torben Skovlyst, Carsten Jørgensen, Chris Terkelsen og Allan Mogensen). Nogle af de bedst kendte løbere fra atletiklandsholdet frem til 2003 er den tredobbelte verdensmesteren og 800 m verdensrekordholderen (1:41,11) i 1997-2010 Wilson Kipketer, Europamesteren i crossløb i 1997 Carsten Jørgensen, Heidi Jensen, Annemette Jensen, den danske 5000 m rekordholderen Dennis Jensen og Torben Juul Nielsen.
Årene 2003-2008 ejede han et højdetræningscenter "Dullstroom 2097 Altitude Training" i Dullstroom, Sydafrika (2100 m.o.h.). Mange topløbere, cyklister, orienteringsløbere m.v. fra hele Europa besøgte hans center i de årene. Efter at det – på grund af mange problemer – ikke lykkedes at bygge op centeret, valgte han i 2008 at vende tilbage til Finland.
Olli-Pekka Kärkkäinen er siden 2008 ansat som projektkoordinator på Research Center for Sport and Health Sciences]. Han samarbejder stadig med Jyväskylä Universitet, hvor han 1988 fik sin Master of Science i idræt (MSc, Human Exercise Physiology and Coaching). Han bor nu i Jyväskylä i Finland. Hans "nye hobby" er at cykle op de største bakker i cykelløb, som Monte Zoncolan i Italien i maj 2012.
Olli-Pekka Kärkkäinen løb i Danmark for Kolding OK. Hans orienteringsklub i Finland er Vaajakosken Terä.